# Erete alb

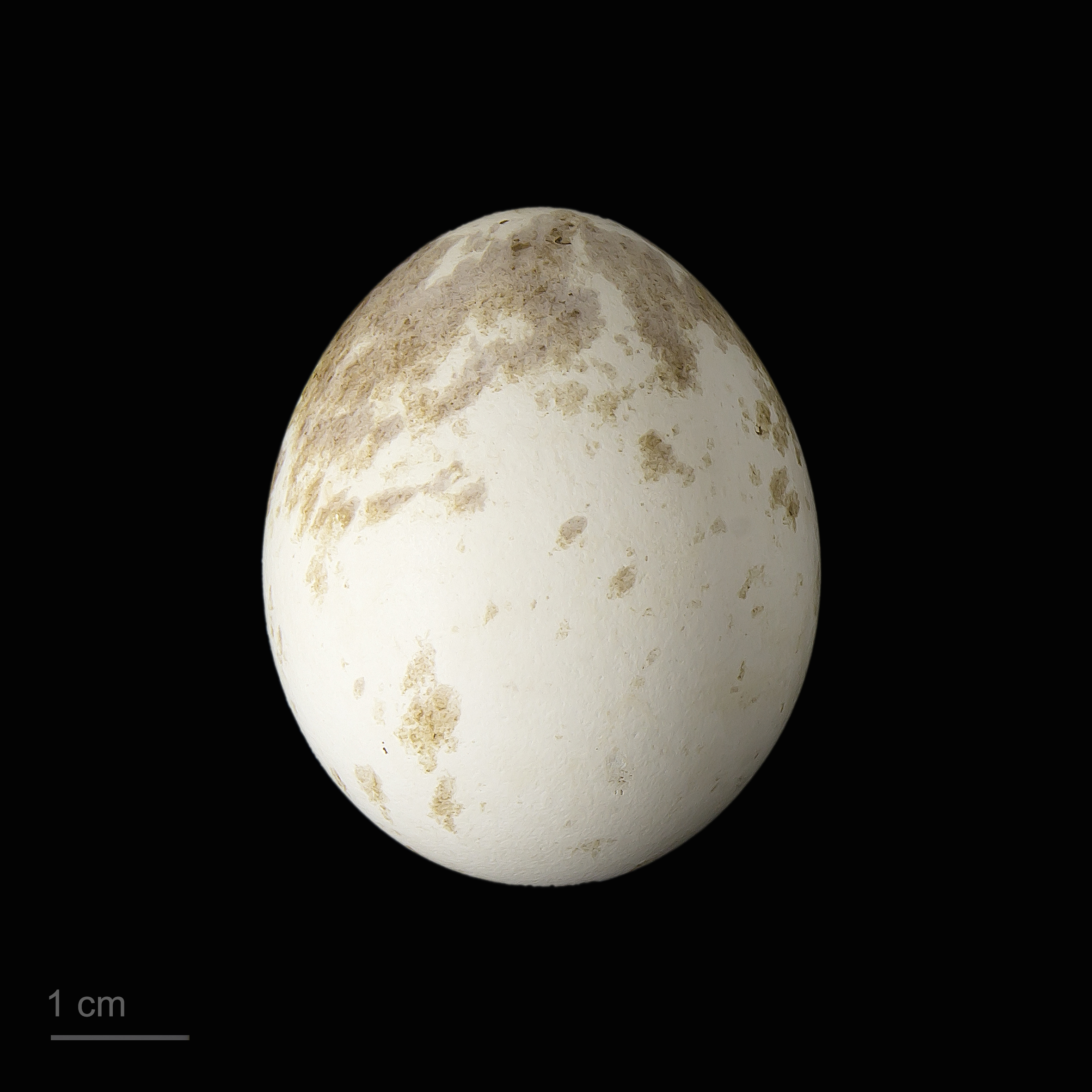
Circus macrourus - MHNT

Eretele alb (Circus macrourus) este o pasăre migratoare, răpitoare care aparține de familia Accipitridae, din ordinul Falconiformes.

## Aspect morfologic, mod de viață
Eretele alb este o pasăre de talie mijlocie cu o lungime de 40 – 50 cm și cu aripile deschise atinge o lățime de 1,2 m. Masculul este cenușiu cu vârful aripilor negre, iar femela este de culoarea cafenie brună.
Eretele cuibărește rar în România, arealul lui de răspândire fiind ținuturile de stepă, smârcuri din sud-estul Europei, ca și regiunile din Dobrogea. Pasărea are cuibul pe sol, în apropierea apelor, în care femela depune în luna mai 3 - 5 ouă albe, punctate cu brun, care vor fi clocite numai de femelă timp de aproximativ 30 de zile. Toamna păsările migrează spre Europa de Sud, Africa de Est la sud de Sahara și Asia de Sud Vest, India, Birmania.

## Hrănire
Eretele alb se hrănește cu rozătoare mici și păsărele, uneori consumă și șopârle sau insecte. Pasărea vânează în timpul unui zbor planat la înălțime mică, teritoriul ei de vânătoare fiind relativ mic.